# Dmitrij Tjudinov
Dmitrij Alexandrovitj Tjudinov (russisk: Дмитрий Александрович Чудинов, født 15. september 1986) er en russisk professionel bokser, der er tidligere interim verdensmester i mellemvægt efter sejr over colombianeren Juan Camilla Novoa, hvorpå han bevarede titlen i halvandet år med blandt andet sejr over danske Patrick Nielsen, inden han tabte den igen til briten Chris Eubank Jr.